# ユアーズ・バリュー
株式会社ユアーズ・バリューは、山口県防府市内に3店舗を展開するスーパーマーケットチェーンの運営企業である。総合生鮮食品専門大店・生鮮市場を事業内容とし、食品関係は特に力を入れている。
なお、広島県を中心に店舗展開をしているユアーズとはまったく関連ないが、両社ともCGCグループに加盟していた時期がある（ユアーズは、イズミ（ニチリウグループ）との提携を発表し、2015年にCGCを離脱）。
食品ロス削減・リサイクルに積極的に取り組んでおり、賞味期限の近い商品の値引き、フードバンク寄贈の推奨、食品ロス削減ポスターの掲示などの施策が農林水産省のホームページで紹介されている。